# Pensilvania (Caldas)
Pensilvania est une municipalité située dans le département de Caldas, en Colombie. Située dans le centre-ouest du pays, elle est peuplée d'environ 26 000 personnes en 2015.